# Islote Gran Robredo
Islote Gran Robredo är en ö i Argentina.   Den ligger i provinsen Chubut, i den södra delen av landet, 1 300 km sydväst om huvudstaden Buenos Aires. Arean är 0,44 kvadratkilometer.
Terrängen på Islote Gran Robredo är mycket platt. Öns högsta punkt är 16 meter över havet. Den sträcker sig 0,7 kilometer i nord-sydlig riktning, och 1,3 kilometer i öst-västlig riktning.